# Plateau des Tourbières

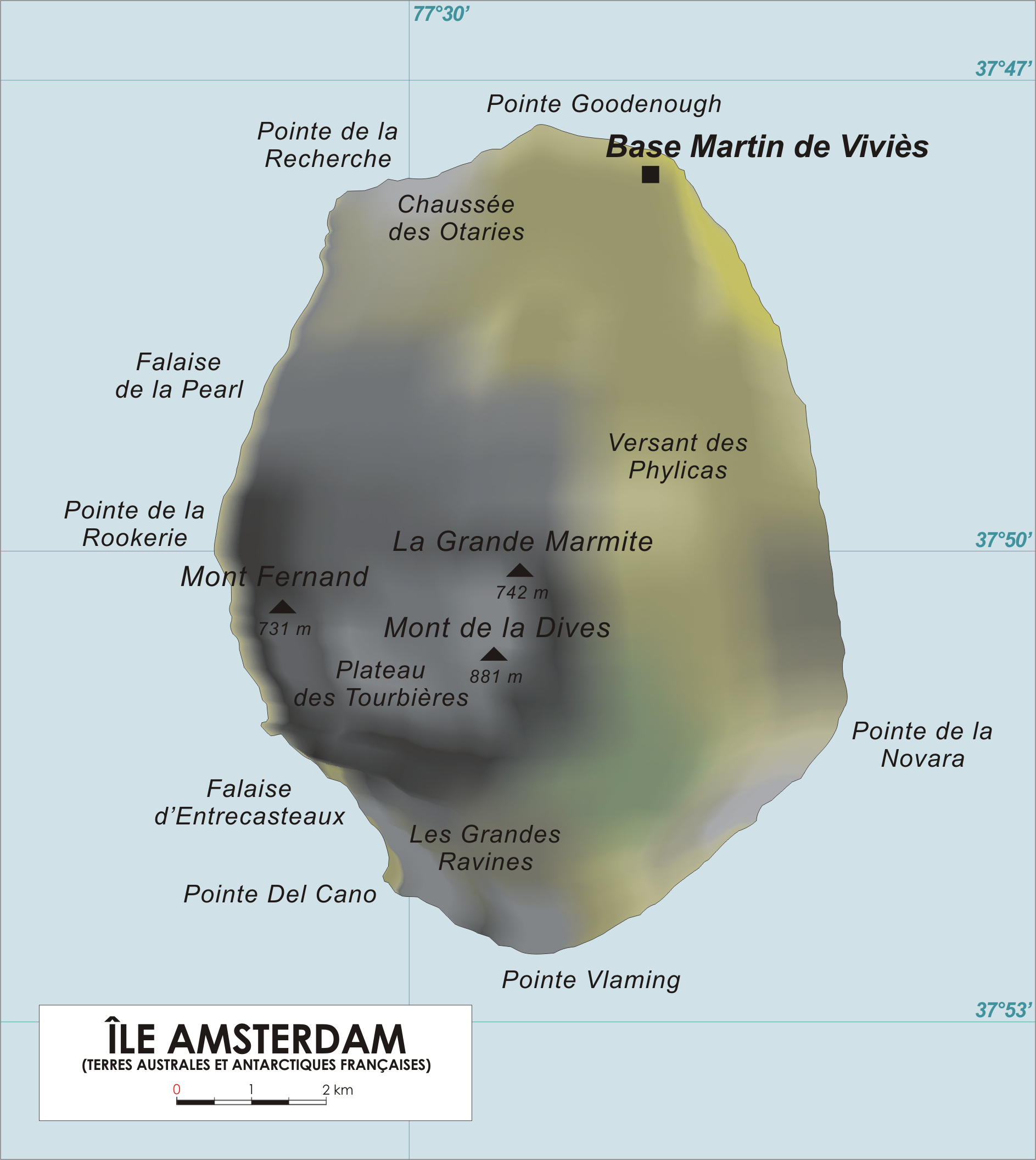
Op deze kaart van Île Amsterdam is het centraal-westelijk gelegen Plateau des Tourbières zichtbaar

Het Plateau des Tourbières (Engels: Plateau of Bogs, letterlijk Veenplateau) is een hooggelegen plateau, gelegen in het centraal-westelijke deel van Île Amsterdam, een klein vulkanisch eiland in de zuidelijke Indische Oceaan dat behoort tot de Franse Zuidelijke Gebieden. Op het 500 meter boven niveau gelegen plateau bevinden zich de drie hoogste toppen van het eiland, namelijk Mont de la Dives (881 meter), Grande Marmite (742 meter) en Mont Fernand (731 meter).
Het plateau bevindt zich op een oude lavastroom, die bijna geheel bedekt is met drassig veenmoeras, waaraan het ook zijn naam te danken heeft. Verspreid op het plateau bevinden zich enkele kraters. Het gebied is begroeid met dwergstruiken, zoals Acaena magellanica, veenmos (Sphagnum) en mossen. Verder groeit er ook de wolfsklauwsoort Lycopodium saurusus, samen met grassen als Scirpus aucklandicus, Trisetum insulare en Uncinia compacta.
Het plateau is in 2001 door BirdLife International aangewezen als een Important Bird Area (IBA), omdat dit het enige broedgebied ter wereld is van de kritiek bedreigde albatrossensoort Amsterdamalbatros (Diomedea amsterdamensis). De enige andere vogel die hier broedt is de subantarctische grote jager (Stercorarius antarcticus). Het beschermde terrein heeft een grootte van 800 hectare en de hoogte varieert van 450 meter op de lagere delen van het plateau tot de 742 meter hoge top van de Grande Marmite.